# Roga
La roga (rogai au pluriel) correspond au salaire annuel viager versé par le pouvoir byzantin aux fonctionnaires détenteurs de dignités lors des fêtes de Pâques, et plus précisément lors de la semaine des Rameaux, comme en témoigne l'ambassadeur occidental Liutprand de Crémone après sa visite à la cour de Constantin VII Porphyrogénète.
Elle était perçue sous forme d'étoffes, de pièces d'or et de vêtements de grandes valeurs.
Il s'agissait alors d'une rente pour le bénéficiaire, car directement liée à sa dignité, qui est une fonction désuète et symbolique, et non pas l'indication d'un poste occupé. La roga pouvait s'acheter auprès de l'empereur, en s'étant bien fait remarquer auprès de lui. Elle finissait alors par devenir un trafic au même titre qu'on pouvait le faire avec une marchandise.